# Parahybos horni
Parahybos horni är en tvåvingeart som först beskrevs av Frey 1938.  Parahybos horni ingår i släktet Parahybos och familjen puckeldansflugor.
Artens utbredningsområde är Taiwan. Inga underarter finns listade i Catalogue of Life.